# 王樣戰隊帝王者VS強龍者
《國王戰隊帝王者VS強龍者》是日本《超級戰隊系列》於2024年推出的VS劇場版，其中包括《國王戰隊帝王者》和《獸電戰隊強龍者》的演員陣容，兩大戰隊夢幻共演，於2024年4月26日在日本影院上映，並於2024年10月9日在DVD和Blu-ray上發行。
此外日本當地同步上映VS系列作《國王戰隊帝王者VSDon Brothers》。

## 概要
- 本作為《國王戰隊帝王者》和《獸電戰隊強龍者》的聯動劇場版，為東映VS系列第30作目。2024年4月26日開始於日本部分電影院期間上映。
- 本作為《獸電戰隊強龍者》十週年紀念作品。[2]
- 本作繼《特命戰隊Go Busters VS 海賊戰隊豪快者 THE MOVIE》《獸電戰隊強龍者 VS Go Busters 恐龍大決戰！ 再見永遠的朋友啊》後，第三次兩組戰隊成員早在相關的先前的相關劇集先行碰面。[3]
- 本作的時間點位於《國王戰隊帝王者》本篇第32-33話之間。
- 本作繼《忍風戰隊破裏劍者 10 YEARS AFTER》《特搜戰隊刑事連者 10 YEARS AFTER》《炎神戰隊轟音者 10 YEARS GRANDPRIX》及《TEN·豪快者》後，為第五部《超級戰隊系列》十週年紀念作品。

## 故事
基拉竟成為了宇蟲王！Prince要消失了！？
到底發生了甚麼事？六位國王的歷史完全被改動了！一切都是空蟬丸的錯。
強龍者的King、彌生、空蟬丸和Prince為了修正被改動的歷史，進行了超越時空的旅程。
國王戰隊和獸電戰隊兩大戰隊，夢幻共演。強龍者到底能否成功修正被改動的歷史？

## 登場人物

### 國王戰隊帝王者
基拉／ 鍬形蟲王者
演：酒井大成
陽馬·卡斯特／ 蜻蜓王者
演：渡邊碧斗
姬野·蘭／ 螳螂王者
演：村上愛花
李塔·加尼斯卡／ 蝴蝶王者
演：平川結月
神樂木·迪邦斯／ 胡蜂王者
演：佳久創
傑拉米·布拉謝／ 劇毒蜘蛛
演：池田匡志

### 獸電戰隊強龍者
桐生 大吾／ 強龍紅
演：龍星涼
「利齒之勇者」，亦為Prince的父親，暱稱「King」。
伊恩·約克蘭（Ian Yorkland）／ 強龍黑
演：齊藤秀翼
「彈丸之勇者」，是位考古學家。
有働 伸治／ 強龍藍
演：金城大和
「鎧甲之勇者」。

立風館 宗司／ 強龍綠
演：鹽野瑛久
「斬擊之勇者」。

艾美·結月／ 強龍粉紅
演：今野鮎莉
「角之勇者」，亦為Prince的母親。
空蟬丸 ／強龍金
演：丸山敦史
「雷鳴之勇者」，本作的罪魁禍首，因穿越時空期間給幼年基拉吃下大量彩虹珠露導致歷史改變，造成基拉單人就擊殺達古德多並成為了第二位宇蟲王。
彌生 烏爾謝德 ／強龍紫
演：飯豐萬理江
「海之勇者」。
賢神多林 ／強龍銀
聲：森川智之
「閃光之勇者」。
鐵碎 ／強龍灰
聲：出合正幸
「激突之勇者」。
拉米雷斯(ラミレス) ／強龍青
聲：Robert Baldwin
「鋼之勇者」。
Prince／ 帝王強龍紅
演：川名輪太郎
「挾擊之勇者」，來自未來的次世代戰士，有著成為國王的意向。
本名為「桐生 大吾郎（桐生きりゅう ダイゴロウ）」，為King與艾美的兒子。

## 音樂
- 全力キング（全力King）

作詞、演唱：古川貴之
作曲、編曲：園田健太郎
- United hearts

演唱：高橋秀幸
作詞：渡部紫緒
作曲：坂部 剛
編曲：大石憲一郎
- カミツキ・ブレイブ（Bite Brave）

演唱：伊勢大貴
作詞：只野菜摘
作曲：羽岡佳
編曲：佐藤清喜
- VAMOLA! キョウリュウジャー（VAMOLA! 強龍者）

演唱：鎌田章吾
作詞：藤林聖子
作曲：持田裕輔
編曲：山下康介、持田裕輔
- Pride and Brave

演唱：高取秀明
作詞：渡部紫緒
作曲：佐橋俊彥
編曲：坂部剛